# Nacionalni podporni element
Nacionalni podporni element (angleško National Support Element; kratica NSE) je nestalna vojaška enota, ki skrbi za logistično podporo enotam, ki delujejo v tujini. 
Velikost in sestava NSEja je odvisna od velikosti enote, ki jo spremlja in od časa dejavnosti v tujini.